# یون الفستروم
یون الفستروم (سوئدی: John Elfström؛ ‏ ۲۰ آوریل ۱۹۰۲ – ۲۷ مارس ۱۹۸۱) بازیگر اهل سوئد بود. وی بین سال‌های ۱۹۳۳ تا ۱۹۷۱ میلادی فعالیت می‌کرد.
از فیلم‌هایی که وی در آن نقش داشته‌است، می‌توان به موسیقی در تاریکی، درسی در عشق و تابستانی پر از خوشبختی اشاره کرد.